# Amstel Gold Race 1975
La 10e édition de la course cycliste, l'Amstel Gold Race a eu lieu le 29 mars 1975 et a été remportée par le Belge Eddy Merckx. Il devient le premier coureur à remporter l'épreuve une deuxième fois.

## Classement final
| Pos. | Coureur           | Pays                 | Équipe                         | Temps           |
| ---- | ----------------- | -------------------- | ------------------------------ | --------------- |
| 1.   | Eddy Merckx       | Belgique             | Molteni                        | 6 h 23 min 33 s |
| 2.   | Freddy Maertens   | Belgique             | Carpenter-Confortluxe-Flandria | + 15 s          |
| 3.   | Joseph Bruyère    | Belgique             | Molteni                        | + 2 min 51 s    |
| 4.   | André Dierickx    | Belgique             | Rokado                         | + 2 min 51 s    |
| 5.   | Michel Pollentier | Belgique             | Carpenter-Confortluxe-Flandria | + 2 min 51 s    |
| 6.   | Cees Bal          | Pays-Bas             | Gan-Mercier-Hutchinson         | + 2 min 51 s    |
| 7.   | Gerrie Knetemann  | Pays-Bas             | Gan-Mercier-Hutchinson         | + 2 min 51 s    |
| 8.   | Dietrich Thurau   | Allemagne de l'Ouest | TI-Raleigh                     | + 2 min 51 s    |
| 9.   | Hennie Kuiper     | Pays-Bas             | Frisol-G.B.C.-Gazelle          | + 2 min 51 s    |
| 10.  | Knut Knudsen      | Norvège              | Jolly Ceramica                 | + 2 min 51 s    |